# Siège d'Algésiras (1278-1279)
Pour les articles homonymes, voir siège d'Algésiras.
reconquista
Le siège d'Algésiras de 1278-1279 mené par Alphonse X a été une campagne militaire infructueuse de la couronne de Castille dans le but d'enlever aux mérinides du royaume de Fès la médina de Al-Yazira Al-Jadra (es), Algésiras, principale place forte de ces derniers dans la péninsule Ibérique et voie d'entrée des troupes depuis le nord de l'Afrique. La Castille, qui possédait une puissante flotte dans la baie d'Algésiras et de nombreuses troupes autour de la cité, a été battue quand ses bateaux ont été attaqués et incendiés par l'escadre de Abu Yaqub Yusuf an-Nasr lors de la bataille d'Algésiras.

## Antécédents historiques
Depuis le milieu du XIIIe siècle, la nouvelle force émergente au nord de l'Afrique, les Mérinides de Abu Yusuf Yaqub ben Abd al-Haqq, avait établi des contacts avec les musulmans d'Al-Ándalus, fournissant des troupes d'appui dans les dures guerres que le roi de Grenade, Mohammed II, menait contre les royaumes chrétiens. Le 12 avril 1275 ont débarqué à Algésiras de nombreuses troupes mérinides qui entreprennent une marche contre les cités de Séville, Jaén et Cordoue,. Depuis la Castille, Ferdinand de la Cerda, qui momentanément gouvernait le royaume en l'absence de son père Alphonse X qui était allé rencontrer le pape à Beaucaire, n'a pas pu contenir plus longtemps les nouveaux envahisseurs. Nuño González II de Lara (en) qui contrôlait la frontière de Cordoue, est sorti de cette cité et a livré une bataille contre ceux de Fès. Il est mort lors de l'action mais a obligé les musulmans à se replier. Les frontières de la Castille se trouvaient menacées. Par conséquent, l'infant Ferdinand est parti en août de Burgos pour prendre le commandement de ses armées mais il est arrivé malade à Ciudad Real où peu après il est décédé. C'est son frère Sanche, qui plus tard deviendra Sanche IV qui s'est mis en marche vers Cordoue contre les mérinides non sans avoir au préalable fait valoir à Ciudad Real son droit de succession au trône. Après avoir renforcé ses positions dans la zone, il a marché sur Séville pour diriger depuis cette cité ses troupes. L'autre fils du roi, également appelé Sanche, archevêque de Tolède, s'est dirigé de son côté vers Jaén mais pour avoir refusé d'attendre l'arrivée de Lope Diaz III de Haro, seigneur de Biscaye, il a été tué. Son cadavre a été décapité et sa main droite tranchée. Le jour suivant, le seigneur de Biscaye soutenu par le jeune Alfonso Pérez de Guzmán a mis en déroute la coalition maroco-andalouse et l'a obligée à se replier.
Dans ces circonstances, les musulmans n'avaient pu modifier leur frontière et en 1276 a été signée une trêve de deux ans avec la Castille. Les mérinides de Yusuf, cependant, ne sont pas retournés en Afrique et ont gardé les places d'Algésiras et Tarifa en les fortifiant et en y établissant une grande quantité de troupes. En Castille, pendant ce temps, était abordée la problématique succession du roi. Alphonse X a décidé d'accorder ce privilège à son fils Sanche malgré les pressions des nobles et de son épouse Violante pour qu'il choisisse les fils du défunt Ferdinand.

## Le siège de 1278
C'est dans cette situation mal engagée qu'Alphonse X le Sage a décidé d'établir le siège de la cité d'Algésiras, car il comprenait que tant que cette ville demeurerait au pouvoir des musulmans, il pourrait se produire une nouvelle invasion de la Castille. Al-Yazira Al-Jadra (es) a été la première cité fondée par les musulmans à leur arrivée en 711 sur la péninsule ibérique. La médina du XIIIe siècle se trouvait au nord du Río de la Miel (es) et possédait un système complet de murailles et d'entrées fortifiées conçu probablement par les almohades qui avaient reconstruit les fortifications édifiées au VIIIe siècle.
Le roi castillan a demandé à son fils l'infant Pierre de Castille (ca 1260-1283) (es) de rassembler en mars ses troupes à Séville. Aussitôt qu'elles ont été réunies, elles sont parties vers Algésiras; l'avant-garde était commandée par Alfonso Fernández "el Niño" (es), fils illégitime du roi Alphonse X le Sage

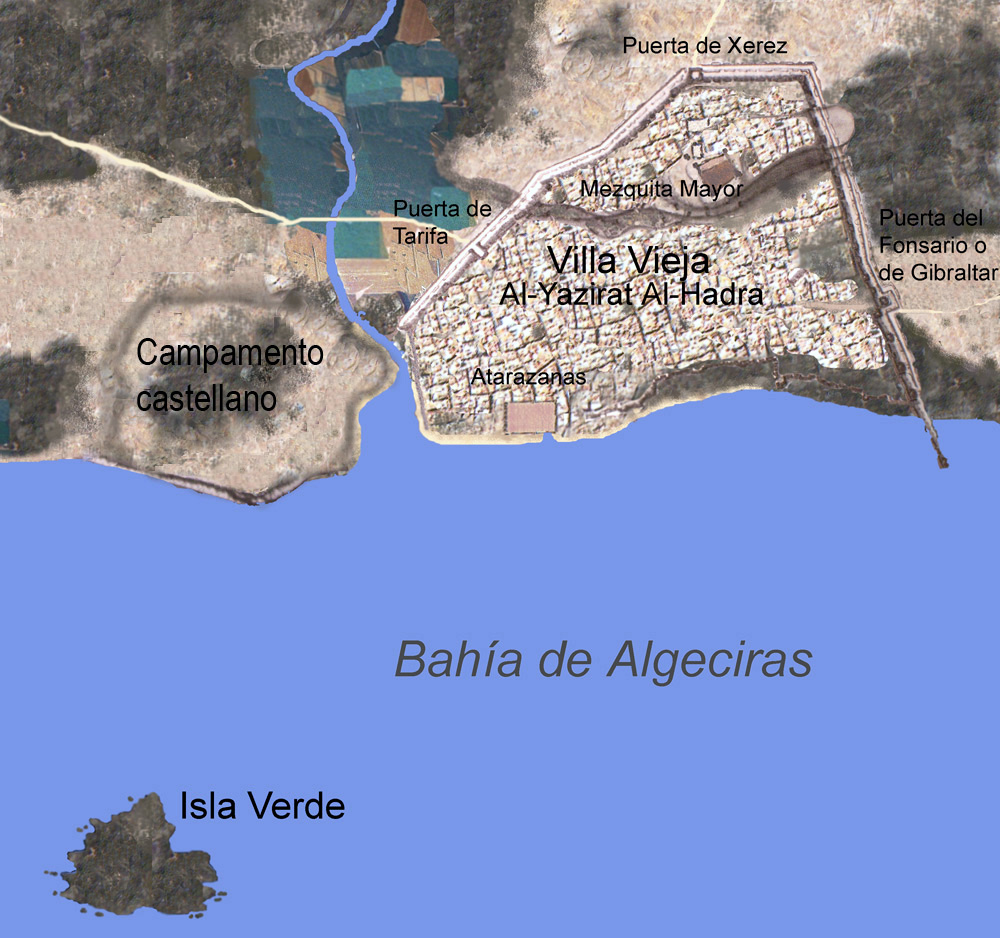
Situation du camp castillan aux abords de Al-Yazira Al-Jadra.

Le 5 août 1278, les troupes se présentent aux environs d'Algésiras.
L'armée qui a établi le siège, était composée de quelque 30 000 cavaliers selon ce qu'indiquent les chroniques de l'époque et d'une flotte de 24 navires et 80 galères qui se sont rassemblés dans la baie d'Algésiras avec comme objectif d'empêcher le ravitaillement de la cité depuis Gibraltar toute proche. La flotte était commandée par l'amiral Pedro Martínez de Fe accompagné par d'autres importants personnages proches de la cour du roi, Melendo, Gonzalo Morante et Guillén de Sasanaque. Les troupes terrestres ont encerclé totalement la ville en creusant des fossés et en montant différents types d'armes de siège à proximité des portes de la ville et des points les plus faibles. La flotte pendant ce temps, a établi une base dans l'Isla Verde. Les premiers mois du siège ont vu de manière constante des groupes de soldats d'Algasiras sortir de la cité et affronter les chrétiens pendant que les arbalétriers yaziríes ont lancé des flèches sur leurs ennemis depuis les murs de la cité.
En février 1279, Alphonse X arrive au siège, prenant en charge les opérations de ses troupes et contrôlant l'état de celles-ci. Le siège piétinait après plusieurs mois, les escarmouches organisées par les défenseurs se répétaient causant de grandes pertes, principalement dans les rangs castillans, alors que les armes de siège n'étaient pas capables de rompre les défenses. 
Au mois d'avril, alors que le roi avait déjà quitté le siège pour retourner en Castille, a commencé à se faire sentir la rareté de la nourriture dans le camp chrétien. Les troupes qui devaient maintenir le siège, étaient très nombreuses et pour quelque raison, le ravitaillement nécessaire n'arrivait pas depuis Séville. Selon ce que l'on saura plusieurs mois après, les impôts perçus en Castille dans le but de fournir de la nourriture aux troupes, étaient détournés par l'infant Pedro afin de convaincre sa mère Violante de retourner en Castille. Ce printemps, la chaleur dans la zone a été spécialement forte et rapidement l'eau et les rares denrées qui étaient entreposées pour le siège, ont commencé à se détériorer, causant de terribles pertes parmi les chrétiens quand a éclaté une épidémie de peste. Parmi les malades, on trouvait particulièrement les marins qui étaient affaiblis par leur mauvaise alimentation et à cause des nombreuses heures qu'ils devaient vivre sur leurs barques. À cause de la maladie, au début de juillet, nombreux étaient les occupants de la flotte castillane, qui ont dû abandonner leurs postes et rejoindre les troupes à terre pour être correctement pris en charge. Pour cette raison, de nombreuses embarcations sont restées ancrées près de l'île sans occupants ou avec un équipage insuffisant.

## La flotte mérinide de Abu Yusuf Yaqub
Pendant ce temps, depuis Algésiras, les communications avec Gibraltar étaient maintenues au moyen de pigeons voyageurs, informant les mérinides de la cité voisine des conditions difficiles dans lesquelles se trouvaient les assiégeants. De cette façon, le sultant Mérinide connaissait la situation des hommes d'Alphonse X. Il a fait armer 14 galères à Tanger pour les diriger vers Algésiras. Abu Yusuf Yaqub pensait passer le détroit en juin avec sa flotte vers la péninsule mais des insurrections sur les terres de Nefís l'ont obligé à changer ses plans. Malgré cela, le 19 juillet, les galères étaient prêtes et ont appareillé vers la côte nord du détroit sous les ordres du propre fils du roi de Fès, Abu Yaqub Yusuf an-Nasr.
Après s'être approchée le 20 juillet 1279 durant la nuit de la baie d'Algésiras sans être repérée, la flotte des mérinides a attaqué les barques de Castille à l'ancre et quasi vides de l'Isla Verde. Rapidement, l'escadre est capturée et incendiée. Les quelques soldats qui s'y trouvaient, ont été tués à l'exception des capitaines qui ont été pris comme otages. En quelques heures, la Castille a perdu toute sa flotte sans arriver à se mettre en ordre de bataille.
Les soldats castillans à terre, malades et surpris par la rapidité de l'attaque depuis la mer, n'ont pu réagir à temps quand la flotte musulmane a débarqué dans la cité au travers des chantiers navals et est sortie par les portes d'Algésiras dans une attaque farouche. L'infant Pedro, qui était à nouveau à la tête des troupes, a commandé immédiatement de lever le siège laissant ses capitaines capturés au pouvoir des troupes de Fès et abandonnant toutes les machines de siège et tout l'équipement qui ont été pris.
Cette même année 1279, Alphonse X a signé une trêve avec les mérinides. Dans le lieu où les troupes castillanes ont installé leurs armes de siège, a été édifiée quelques années plus tard la Ville Neuve d'Algésiras sur ordre du roi de Fès dans le but d'éviter que de futurs sièges n'utilisent cet emplacement favorable.